# Hybanthus mexicanus
Hybanthus mexicanus är en violväxtart. Hybanthus mexicanus ingår i släktet Hybanthus och familjen violväxter.

## Underarter
Arten delas in i följande underarter:
- H. m. mexicanus
- H. m. pilosus